# Orsk
Orsk (ruski: Орск) je grad u Orenburškoj oblasti u Rusiji, na jugu gorja Urala, na obalama rijeke Urala. Budući se ova rijeka smatra međom između Europe i Azije, za Orsk se može reći da leži na dvama kontinentima.
Orsk je udaljen oko 1700 km jugoistočno od Moskve. Druga je po veličini upravna jedinica u Orenburškoj oblasti, iza Orenburga. 
Broj stanovnika:
- 1923.:  14.000
- 2004.: 249.044
- 2008.: 245.532

Narodnosni sastav: Rusi 75%, Ukrajinci 5%, Tatari 5%, Kazaci, Baškirci, Bjelorusi (svi po manje od 5%).

## Povijest
Orsk je osnovan u procesu ruskog naseljavanja južnog uralskog područja. Prvo naselje je podigla ekspedicija predvođena poznatim ruskim zemljopiscem 18. stoljeća Ivanom Kirilovičem Kirilovim. Prvobitno je podignuta vojna utvrda na gori Preobraženskaji, na lijevoj obali rijeke Jaika (današnja rijeka Ural), na dan 15. kolovoza 1735. godine. Utvrda je izvorno nazvana Orenburg, da bi 1739. službeno preimenovana u Orsk.
Do 1835. godine Orska utvrda je dala rijeci Uralu značaj međe ruske države pa je udomljavala razmjensku postaju i rusku carinarnicu, koja se bavila trgovcima iz Kazačke i Azije. Ipak, Orsk je ostao važnom prolaznom postajom u pravcu središnje Azije. Od 1858. ima poštu, a od 1905. željeznicu, jer glavna linija od Moskve prema Taškentu prolazi Orskom.
Od 22. lipnja 1847. do 11. svibnja 1848. utvrda Orsk je bila dom izgnanog ukrajinskog pjesnika i slikara Tarasa Ševčenka. Godine 1861. Orsk je izgubio status vojne utvrde i postao naselje Orenburških Kozaka, da bi 1865. dobio status grada i postao pokrajinsko središte u Orenburškom području.
Nagli rast započinje 1870-ih. Stanovništvo se uglavnom bavilo trgovinom stokom i žitom, obradom poljodjelskih proizvoda i raznim obrtima, što je Orsk učinilo važnom stočnom tržnicom i lokalnim središtem poslovnog svijeta. Brojne žene su bile uključene u tkanje poznatih orenburških šalova. Do 1913. godine broj stanovnika Orska je narastao preko 21.000. Godine 1917. bilo je 11 crkava i minareta te 16 obrazovnih ustanova različitih vrsta i razina. Za vrijeme ruskog građanskog rata, od 1918. – 1919., Orsk je izdržao tromjesečnu blokadu i zatim je četiri puta mijenjao "gospodara" .
Tridesetih godina prošlog stoljeća je započela izgradnja velikih industrijskih poduzeća, za koja su se sirovine crpile iz lokalnih rudnika bogatih mineralima. 
Orsk je još više industrijaliziran u Drugom svjetskom ratu, kao posljedica evakuiranja proizvodnje iz područja koje je zauzeo Treći Reich. Izgrađene su nove gradske četvrti i Orsk se razvio u veliki grad.

## Jaspis
Jedna od najposebnijih stijena koje se vade u okolici Orska je ona koju se vadi na planini Polkovnik, jaspis. Orski jaspis je cijenjen zbog svoje raznolikosti prirodnog dizajna i boja, jer kamen sadrži sve boje spektra osim plave.

## Industrija
Orsk je važno industrijsko središte Orenburške oblasti. Glavne industrije su: metalurgija, strojogradnja, petrokemija, farmaceutska, prehrambena te lake industrije. Najvažnije tvrtke su Južuralnikel, Orsknefteorgsintez i Južuralmašzavod.
Okolica grada je bogata kromom, niklom i bakrom.

## Kultura
Dva su glavna instituta u Orsku: pedagoški i industrijski. Grad ima i velik broj raznih škola i fakulteta, Državno dramsko kazalište, Muzej lokalne povijesti, Laboratorij arheoloških sudija, Dječju umjetničku galeriju, Dječje narodno kazalište "Plava ptica" i općinsku limenu glazbu.
Znamenitosti Orska su i oko četrdeset arheoloških spomenika, uključujući starinske naseobine, pojedinačna i masovna grobišta. Grobišta koja su bila iskapana postala su slavna u znanstvenom svijetu, primjerice, ona u Kumaku, koja datiraju još u brončano doba, omogućavaju uvjerljivi dokaz hipotezi o istočnoeuropskim korijenima indoeuropskih naroda.
U grobištima, koja su datirana u rano željezno doba (VII – VI stoljeće prije Krista) i koja su ostavila "savromatska" ili "sormatska" plemena, znastvenici su pronašli mnoge starinske predmete, uključujući glineno vozilo koje nosi ime perzijskog vladara Artakserksa I; samo je šest takvih vozila pronađeno na svijetu.

## Poznati Orščani i Orščanke
- Vladimir Makanjin, matematičar i filmaš

## Vanjske poveznice
- Službena stranica  Arhivirana inačica izvorne stranice od 20. prosinca 2015. (Wayback Machine) (rus.) (engl.)
- O Orsku  Arhivirana inačica izvorne stranice od 28. kolovoza 2005. (Wayback Machine) (rus.)